# Makdiops mahishasura
Espèce
Makdiops mahishasura est une espèce d'araignées aranéomorphes de la famille des Selenopidae.

## Distribution
Cette espèce est endémique du Karnataka en Inde,. Elle se rencontre vers Punjur et Hunsur.

## Description
La femelle holotype mesure 8,55 mm.

## Publication originale
- Crews & Harvey, 2011 : The spider family Selenopidae (Arachnida, Araneae) in Australasia and the Oriental region. ZooKeys, no 99, p. 1-103 (texte intégral).